# Fergusson Baronets
Als Fergusson Baronetcies bezeichnet man zwei erbliche britische Adelstitel (Baronetcies), die je einmal in der Baronetage of Nova Scotia und einmal in der Baronetage of the United Kingdom an Personen mit dem Familiennamen Fergusson verliehen wurden.

## Verleihungen
Erstmals wurde am 30. November 1703 in der Baronetage of Nova Scotia der Titel Baronet, of Kilkerran in the Parish of Dailly in the County of Ayr, für den schottischen Anwalt John Fergusson geschaffen. Heutiger Titelinhaber ist seit 2021 dessen Urururururururenkel Adam Fergusson als 10. Baronet.
Am 23. Januar 1866 wurde in der Baronetage of the United Kingdom der Titel Baronet, of Spitalhaugh in the County of Peebles and of George Street in the Parish of St George Hanover Square in the County of Middlesex, für den Chirurgen William Fergusson geschaffen. Sein Enkel, der 3. Baronet, ergänzte 1890 seinen Familiennamen um den seiner Mutter zu Colyer-Fergusson. Beim Tod seines Enkels, dem 4. Baronet, am 9. Januar 2004 erlosch der Titel.

## Liste der Fergusson Baronets

Wappen der Fergusson Baronets, of Kilkerran

### Fergusson Baronets, of Kilkerran (1703)
- Sir John Fergusson, 1. Baronet († 1729)
- Sir James Fergusson, 2. Baronet (1687–1759)
- Sir Adam Fergusson, 3. Baronet (1733–1813)
- Sir James Fergusson, 4. Baronet (1765–1838)
- Sir Charles Dalrymple-Fergusson, 5. Baronet (1800–1849)
- Sir James Fergusson, 6. Baronet (1832–1907)
- Sir Charles Fergusson, 7. Baronet (1865–1951)
- Sir James Fergusson, 8. Baronet (1904–1973)
- Sir Charles Fergusson, 9. Baronet (1931–2021)
- Sir Adam Fergusson, 10. Baronet (* 1962)

Titelerbe (Heir apparent) ist der Sohn des aktuellen Titelinhabers, James Fergusson (* 1996). 

Wappen der Colyer-Fergusson Baronets, of Spitalhaugh

### Fergusson (später Colyer-Fergusson) Baronets, of Spitalhaugh (1866)
- Sir William Fergusson, 1. Baronet (1808–1877)
- Sir James Fergusson, 2. Baronet (1835–1924)
- Sir Thomas Colyer-Fergusson, 3. Baronet (1865–1951)
- Sir James Colyer-Fergusson, 4. Baronet (1917–2004)